# Time (album, ELO)
Time je deveti studijski album angleške rock skupine Electric Light Orchestra (ELO). Album je izšel julija 1981 pri založbi Jet Records v Združenem kraljestvu in avgusta 1981 pri založbi Columbia Records v ZDA. Dva tedna je album držal vrh britanske lestvice albumov. Time je konceptualni album in govori o človeku iz 1980. let, ki je bil odpeljan v leto 2095, kjer se sooča z delitvijo med tehnološkim napredkom in hrepenenjem po nekdanji romantiki.
Kot izdelek synth-popa, kombinira album elemente iz glasbe 1950. let, novega vala, reggaeja, rockabillyja, glasbe Beatlesov, Phila Spectorja in skupine The Shadows. Album s poudarjeno elektroniko označuje umik skupine od značilnega zvoka. Time je prav tako drugi konceptualni album skupine, za albumom Eldorado iz 1974. Glasbeni video vodilnega singla »Hold On Tight« je bil do tedaj najdražji. Proračun videa je bil 40.000 £. Z albuma so izšli še štirje singli: »Twilight«, »Ticket to the Moon« (z b-stranjo »Here Is the News«), »Rain Is Falling« in »The Way Life's Meant to Be«. Album je znan po kultu navdušencev retrofuturizma in je označen kot prvi večji konceptualni album, ki govori o potovanju skozi čas ter kot tudi najbolj vpliven album skupine ELO. Leta 2001 je album izšel na zgoščenki, ki je vsebovala tri dodatne skladbe, ki so bile prvotno izpuščene z albuma.

## Ozadje in snemanje
Time sledi albumu Discovery (1979), ki je izpustil godalni trio skupine, in albumu Xanadu (1980), soundtracku istoimenskega filma, ki se je soočil z mešanimi kritikami. S Timom je Jeff Lynne poudaril elektroniko pred orkestrom in napisal vrsto skladb, ki se dotikajo tematike potovanja skozi čas in civilizacijo leta 2095. Glasbeni stil albuma vsebuje glasbo 1950. let, novi val, reggae, rockabilly in izvajalce kot so The Beatles, Phil Spector in The Shadows. Večina albuma je bila posneta v Musicland Studios v Münchnu, deli albuma pa v Polar Studios v Stockholmu. Posnete so bile še tri skladbe, vse v istem kontekstu, a so bile izpuščene z albuma. Kasneje so izšle kot b-strani singlov »Bouncer«, »When Time Stood Still« in »Julie Don’t Live Here«.

## Koncept in zgodba
Leta 1981 moža zanese v stanje somraka (»Twilight«), kjer opazi, da je vstopil v leto 2095. Tam sreča android žensko (»Yours Truly, 2095«) in se spominja 1980. let, »ko so bile stvari tako enostavne« (»Ticket to the Moon«). Med hojo po istih ulicah kot 100 let prej, je osupel nad plastičnimi slonokoščenimi stolpi, ki so zrasli.(»The Way Life's Meant to Be«). Med bivanjem v prihodnosti, potrto gleda skozi okno in opazuje kako se svet vrti (»Rain Is Falling«). Svojemu dekletu iz preteklosti poskuša poslati pismo v obliki sanj, a mu ne uspe.(»From the End of the World«).
Na vprašanje, če so bile to le sanje, je Lynne odgovoril: »To je tisto, kar bi rad vedel, ker me, odkar sem to napisal, zanima, če je resnično šel v prihodnost, ali je samo razmišljal o tem. ... Lahko bi bilo res ali pa so bile le sanje... Nisem prepričan. Raje ne bi rekel, ker tudi sam ne vem. Moral bi vedeti, vendar ne vem.«

### Druge interpretacije
Avtor Adam Roberts je označil Time kot »future-set rock opera«. The Guardian je album označil kot konceptualni album o moškem, ki je bil odpeljan v leto 2095, spletna publikacija Rockol in magazin Stereo Review pa sta zapisala, da govori Time o moškem, ki je postal ujet v prihodnosti. Pisec časopisa The News & Advance, Ben Cates, je o albumu dejal, da »pripoveduje zgodbo moža, živečega leta 2095, ki je videl dovolj prihodnosti da ve, da si želi nazaj v 1980. leta.«
Pisec revije PopMatters, Kevin Mathews je zapisal: »Tako kot Eldorado, vsebuje Time prolog in epilog ... Čeprav je težko zgodba, ki povezuje skladbe skupaj, je tema v veliki meri nedotaknjena.« Ponavljajoča se vrstica, ki se pojavi v epilogu albuma je: »Čeprav se voziš na kolesih prihodnosti, se še vedno sprehajaš po poljih svoje žalosti«. Rockol piše o tem, da je glavna oseba obiskala nekdanji kraj bivanja le zato, da bi odkrila, da je ta postal neprepoznaven (»The Way Life's Meant to Be«). Potem upa, da se bo lahko vrnil domov s časovnim strojem, »vendar sem, z vsemi njihovimi dobrimi izumi in dobrimi nameni, ostal tukaj« (»Rain Is Falling«). Po svojem zadnjem poskusu vrnitve v preteklost, je glavna oseba povabljena naj »počaka« (»Hold On Tight«).

## Izdaja in sprejem
Album je dosegel 1. mesto britanske lestvice albumov, kjer je ostal dva tedna. Mathews je zapisal, da so bili ljubitelji ELO »šokirani nad rezultati«. Po izdaji, je revija Stereo Review zapisala, da je skupina »prerasla fazo dveh električnih čelov, vseeno pa ji je ostala veličastnost.« O konceptu albuma so zapisali: »Ironično, vse kar napovedovalec počne ves čas je tarnanje o tem, kako pogreša dobro staro leto 1981 in dekle, ki jo je tam pustil.« Deborah Frost, je v reviji Rolling Stone album opisala kot križ med albumom Beatlesov, Sgt. Pepper's Lonely Hearts Club Band (1967), in znanstvenofantastično serijo Zvezdne steze.
V retrospektivni recenziji je Mathews zapisal: »Lynnova melodična obrt, strokovno znanje, sposobnost produkcije in enciklopedična pop avtoriteta so ustvarili Time kot zaklad za vse prave ljubitelje klasične pop glasbe ... Lynne se je pridružil rastoči synth-pop britanski sceni. Time, v bistvu, ostaja najpomembnejši album skupine ELO.« Joseph Stannard je za The Quietus dejal, da je Time »resnično zelo dober album«, skladbo »Twilight« pa je označil kot »najvznemirljivejšo skladbo, ki je bila kdajkoli posneta«. Mark Beaumont v časniku The Guardian označil skladbo »Twilight« kot 10. najboljšo skladbo skupine ELO. James Chrispell, recenzor portala AllMusic pa je album opisal kot manj uspešno delo skupine, zaradi večje podobnosti albuma z glasbo skupin The Alan Parsons Project in Wings kot Lynnovo »fascinacijo z Beatlesi v Pepper obdobju«.

## Zapuščina
Po mnenju Marka Beaumonta, je Time najvplivnejši album skupine ELO. Knjiga The Time Traveler's Almanac je album označila kot prvi večji konceptualni album, posvečen izključno potovanju skozi čas. Rockol je napisal, da, čeprav Time ni eden izmed najbolj znanih albumov ELO, je pritegnil poslušalce, ki se navdušujejo nad retrofuturizmom. Med "nepričakovanimi" ljubitelji albuma sta skupini The Flaming Lips in Daft Punk.
V začetku 1980. je Steve Winwood v intervjuju za Rolling Stone povedal, da je album Time vplival nanj. Ladyhawke je dejala, da je Time eden izmed njenih petih najljubših albumov.
Leta 1983 je skladba »Twilight« postala znana zaradi njene uporabe v kratkem animiranem filmu Daicon IV Opening Animation, ki je bila ustvarjena za Nihon SF Taikai, znanstvenofantastično konvencijo iz Japonske. Leta 1998 je Cher uporabila zvok sintetizatorjev iz skladb »Prologue« in »Epilogue« za začetek njenega prvouvrščenega singla »Believe«. Skladba »Hold On Tight« je bila uporabljena v kampanji Coffee Achievers

## Seznam skladb
Vse pesmi je napisal in uglasbil Jeff Lynne.
| Stran 1 | Stran 1                      | Stran 1 |
| Št.     | Naslov                       | Dolžina |
| ------- | ---------------------------- | ------- |
| 1.      | „Prologue‟                   | 1:15    |
| 2.      | „Twilight‟                   | 3:35    |
| 3.      | „Yours Truly, 2095‟          | 3:15    |
| 4.      | „Ticket to the Moon‟         | 4:06    |
| 5.      | „The Way Life's Meant to Be‟ | 4:36    |
| 6.      | „Another Heart Breaks‟       | 3:46    |

| Stran 2         | Stran 2                     | Stran 2 |
| Št.             | Naslov                      | Dolžina |
| --------------- | --------------------------- | ------- |
| 1.              | „Rain Is Falling‟           | 3:54    |
| 2.              | „From the End of the World‟ | 3:16    |
| 3.              | „The Lights Go Down‟        | 3:31    |
| 4.              | „Here Is the News‟          | 3:49    |
| 5.              | „21st Century Man‟          | 4:00    |
| 6.              | „Hold On Tight‟             | 3:05    |
| 7.              | „Epilogue‟                  | 1:30    |
| Skupna dolžina: | Skupna dolžina:             | 43:57   |

| Bonus skladbe na izdaji iz 2001 | Bonus skladbe na izdaji iz 2001                          | Bonus skladbe na izdaji iz 2001 |
| Št.                             | Naslov                                                   | Dolžina                         |
| ------------------------------- | -------------------------------------------------------- | ------------------------------- |
| 14.                             | „The Bouncer‟ (B-stran singla »Four Little Diamonds«)    | 3:14                            |
| 15.                             | „When Time Stood Still‟ (B-stran singla »Hold On Tight«) | 3:33                            |
| 16.                             | „Julie Don't Live Here‟ (B-stran singla »Twilight«)      | 3:42                            |

## Osebje

### ELO
- Jeff Lynne – solo in spremljevalni vokali, električne in akustične kitare, klavir, sintetizatorji, vocoder, produkcija
- Bev Bevan – bobni, tolkala
- Richard Tandy – akustični in električni klavirji, sintetizatorji, vocoder, kitare
- Kelly Groucutt – bas kitara, spremljevalni vokali

### Dodatno osebje
- Bill Bottrell – inženir
- Mack – inženir
- Rainer Pietsch – dirigent

## Lestvice in certifikati
| Lestvica (1981)                       | Najvišja uvrstitev |
| ------------------------------------- | ------------------ |
| Avstralija (Kent Music Report)        | 3                  |
| Avstrija                              | 2                  |
| Kanada (RPM)                          | 7                  |
| Nizozemska (MegaCharts)               | 2                  |
| Francija (SNEP)                       | 28                 |
| Italija                               | 19                 |
| Japonska (Oricon)                     | 36                 |
| Nova Zelandija (RIANZ)                | 10                 |
| Norveška (VG-lista)                   | 2                  |
| Švedska (Sverigetopplistan)           | 1                  |
| Združeno kraljestvo (UK Albums Chart) | 1                  |
| ZDA (Billboard 200)                   | 16                 |
| ZDA (CashBox)                         | 9                  |
| Zahodna Nemčija (Media Control)       | 1                  |

| Lestvica (1981)     | Mesto |
| ------------------- | ----- |
| Avstralija          | 18    |
| Avstrija            | 16    |
| Kanada              | 32    |
| Italija             | 66    |
| Združeno kraljestvo | 21    |

| Regija                    | Certifikat | Prodaja |
| ------------------------- | ---------- | ------- |
| Avstralija                |            | 130,000 |
| Nemčija (BVMI)            | Zlat       | 250,000 |
| ZDA (RIAA)                | Zlat       | 500,000 |
| Združeno kraljestvo (BPI) | Platinast  | 300,000 |